# Kolejowa wieża ciśnień w Górowie Iławeckim
Kolejowa wieża ciśnień w Górowie Iławeckim, w powiecie bartoszyckim, w województwie warmińsko-mazurskim. Znajduje się w pobliżu nieczynnej stacji i linii kolejowej przy Alei Wojska Polskiego.

## Architektura
Budynek 3-kondygnacyjny, niepodpiwniczony, o konstrukcji tradycyjnej murowanej z cegły pełnej, wybudowany na planie ośmioboku w roku 1912. Obecnie jest nieużytkowany. Powierzchnia zabudowy wynosi 23 m², kubatura – 274 m³.
Parter i pierwsze piętro wieży składają się z pomieszczenia jednoprzestrzennego z komunikacją na piętro. Drugie piętro jest jednoprzestrzenne ze zbiornikiem.

## Historia
Czas powstania wieży przypada podczas budowy linii kolejowej Lidzbark – Górowo – Cynty (obecnie Korniewo w obwodzie królewieckim) w latach 1897–99. Pierwszy pociąg wjechał na stację 15 września 1898 roku. Obecnie linia kolejowa nie funkcjonuje.
Obiekt stanowi własność PKP.